# 1969 en hockey sur glace
Cette page présente les éléments de hockey sur glace de l'année 1969, que ce soit d'un point de vue rencontres internationales ou championnats nationaux. Les grandes dates des différentes compétitions sont données ainsi que les décès de personnalités du hockey mondial.

## Amérique du Nord

### Ligue nationale de hockey
- Après avoir remporté la saison régulière, les Canadiens de Montréal remportent leur seizième Coupe Stanley en battant en finale les Blues de Saint-Louis 4-0.
- Avec 126 points, Phil Esposito des Bruins de Boston termine meilleur pointeur et devient le premier joueur à marquer plus de 100 points en saison régulière ; il accompagné par Bobby Hull des Black Hawks de Chicago et par Gordie Howe des Red Wings de Détroit qui marquent respectivement 107 et 103 points.

### Ligue américaine de hockey
- Les Bears de Hershey remportent leur quatrième coupe Calder en battant en finale les As de Québec 4-1.

## Europe

### Compétitions internationales

#### Coupe d'Europe
- 12 octobre : les Soviétiques du CSKA Moscou remporte la Coupe d'Europe pour leur première participation à la compétition[1].

## Autres Évènements

### Décès
- 21 janvier : décès de Johnny Quilty. En 1940, il remporte le trophée Calder en tant que meilleure recrue de la saison.
- 15 mai : décès de Joe « Phantom » Malone à la suite d'un cancer. Une des premières grandes vedettes de l'histoire de la Ligue nationale de hockey, il remporte trois Coupe Stanley et est intronisé au Temple de la renommée du hockey en 1950.
- 25 mai : décès de Jim Riley, membre de l'équipe des Metropolitans de Seattle qui remporta la Coupe Stanley en 1917.
- 2 août : décès de Harry Hyland. Il remporte la Coupe Stanley en 1910 avec les Shamrocks de Montréal. En 1913, il marqua huit buts en un seul match contre les Bulldogs de Québec. Il est intronisé au Temple de la renommée du hockey en 1962.
- 20 août : décès de Marty Barry.  Il remporte la Coupe Stanley en 1936 et 1937 avec les Red Wings de Détroit ainsi que le Trophée Lady Byng en 1937 et est intronisé au temple de la renommée du hockey en 1965.
- 13 novembre : décès de Cecil Dillon. Il remporte la Coupe Stanley en 1933 avec les Rangers de New York.